# Максимовка (Гагаринский район)
Максимовка — деревня в Гагаринском районе Смоленской области России. Входит в состав Акатовского сельского поселения.
Расположена в северо-восточной части области в 18 км к северо-востоку от Гагарина, в 11 км севернее автодороги М1 «Беларусь», на берегу реки Москва. В 7 км южнее деревни расположена железнодорожная станция Батюшково на линии Москва — Минск.

## История
В годы Великой Отечественной войны деревня была оккупирована гитлеровскими войсками в октябре 1941 года, освобождена в марте 1943 года.